# Mesacanthion pacificum
Mesacanthion pacificum is een rondwormensoort uit de familie van de Thoracostomopsidae. De wetenschappelijke naam van de soort is voor het eerst geldig gepubliceerd in 1947 door Allgén.